# Sítios Gusuku e Propriedades Relacionadas do Reino de Ryukyu
Os Sítios Gusuku e Propriedades Relacionadas do Reino de Ryukyu são um Património Mundial da Humanidade  na Prefeitura de Okinawa, no Japão. Este grupo de monumentos e sítios representam quinhentos anos da história do reino de Ryukyu. As ruínas dos castelos, em sítios elevados, mostram a estrutura social de muito desse período, enquanto que os locais sagrados dão um testemunho da rara sobrevivência de uma antiga forma de religião até à era moderna. A economia e contactos culturais das Ilhas Ryukyu através desse período formaram uma cultura única.

## Localização
| Nome                   | Localização                   | Coordenadas                       |
| ---------------------- | ----------------------------- | --------------------------------- |
| Tamaudun               | Naha, Okinawa, Japão          | 26° 12′ 00″ N, 127° 41′ 00″ L     |
| Sonohyan-utaki Ishimon | Naha, Okinawa, Japão          | 26° 12′ 00″ N, 127° 41′ 00″ L     |
| Gusuku de Nakijin      | Kunigami-gun, Okinawa, Japão  | 26° 41′ 45,7″ N, 127° 55′ 11,9″ L |
| Gusuku de Zakimi       | Nakagami-gun, Okinawa, Japão  | 26° 25′ 19,2″ N, 127° 44′ 06,1″ L |
| Gusuku de Katsuren     | Nakagami-gun, Okinawa, Japão  | 26° 20′ 03,2″ N, 127° 52′ 51,1″ L |
| Nakagusuku             | Nakagami-gun, Okinawa, Japão  | 26° 17′ 18,8″ N, 127° 48′ 34″ L   |
| Shuri-jô               | Naha, Okinawa, Japão          | 26° 12′ 00″ N, 127° 41′ 00″ L     |
| Shikinaen              | Naha, Okinawa, Japão          | 26° 12′ 00″ N, 127° 41′ 00″ L     |
| Sêfa-utaki             | Shimajiri-gun, Okinawa, Japão | 26° 09′ 40,3″ N, 127° 48′ 24,1″ L |

## Ver Também
- Ryukyu
- Ilhas Ryukyu